# Le 7 facce del Dr. Lao
Le 7 facce del Dr. Lao (7 Faces of Dr. Lao) è  un film statunitense del 1964 diretto da George Pal (fu la sua ultima regia) e interpretato da Tony Randall. Il film, adattamento del romanzo del 1935 Il Circo del Dr. Lao di Charles G. Finney, liberamente adattato per il cinema da Charles Beaumont, racconta la visita di un circo magico in una piccola città del sud-ovest degli Stati Uniti, e soprattutto i suoi effetti sugli abitanti.

## Trama
Negli anni intorno alla Grande Depressione o immediatamente successivi, il dottor Lao giunge nella cittadina immaginaria di Abalone, in Arizona, cavalcando un asino dorato (che si presume sia l'asino d'oro di Apuleio), e visita il giornale di Edward Cunningham, il Crusading, per pubblicare una grande pagina pubblicitaria per il suo circo itinerante, che si esibirà in città solo per due serate.
Anche se tranquilla, Abalone non è una cittadina pacifica. Il ricco allevatore Clinton Stark ha ricevuto informazioni riservate sull'arrivo di una linea ferroviaria e intende acquistare l'intero territorio cittadino finché il terreno è a buon mercato. Stark arriva negli uffici del giornale per discutere con Cunningham di un suo recente editoriale decisamente contrario al piano di Stark. Il dr. Lao, in attesa di pubblicare il suo annuncio, ascolta in silenzio l'incontro.
Un'altra degli oppositori di Stark è Angela Benedict, un'insegnante vedova che è la bibliotecaria della cittadina. Cunningham mostra affetto per lei, mettendola in imbarazzo durante una visita alla biblioteca per fare ricerche sul passato del dr. Lao, ma lei reprime i propri sentimenti simili verso di lui.
Nel corso di una riunione cittadina, Stark annuncia che la condotta idrica della cittadina, lunga 16 miglia, si sta deteriorando e che la sua sostituzione avrebbe un costo proibitivo, e quindi si offre di comprare tutte le proprietà cittadine a buon prezzo. Per opporsi all'offerta, Cunningham presenta George G. George, un indiano Navajo che vive nelle vicinanze in un insediamento i cui abitanti dipendono dall'esistenza di Abalone. Stark, a malincuore, concede che i cittadini riflettano sulla loro scelta fino al venerdì sera successivo.
Il giorno dopo, Cunningham affronta il dr. Lao nell'area dove si è insediato il circo, sostenendo che la sua città natale è scomparsa secoli prima, ma il misterioso dr. Lao svia le domande di Cunningham. Più tardi, Mike, il giovane figlio di Angela, giunge a sapere che Lao ha 7.321 anni.
All'apertura del circo, il dr. Lao usa i propri tanti volti, tra cui quelli di Pan (il dio dell'allegria), del Grande Serpente Marino, di Medusa e del mago Merlino, per offrire perle di saggezza. A un certo punto Mike si incontra con il dr. Lao in cerca di un lavoro, mettendo in mostra le sue abilità di giocoliere e prestigiatore alle prime armi. In risposta, il dr. Lao offre osservazioni sotto forma di un discorso poetico sul mondo e sulla vita come circo.
Si apprende che durante la prima nottata dell'esibizione del circo (in cui Angela era rimasta sveglia, tormentata dalla musica che Pan suonava, inaudibile per chiunque altro) gli scagnozzi di Stark hanno distrutto la sede del giornale. All'alba, però, i giornalisti scoprono con stupore che il loro ufficio è stato completamente ripristinato e la tipografia è in funzione. Attribuendo l'accaduto al dr. Lao, si affrettano a produrre un'edizione breve del giornale, che Cunningham stesso consegna a Stark in mattinata. Quando visita il sito del circo, il dr. Lao offre il proprio incoraggiamento e invita Cunningham a mantenere la fede.
Quella sera, il dr. Lao mette in scena il suo gran finale, uno spettacolo di lanterne magiche che racconta la storia del regno di Woldercan, un tempo felice, distrutto dalla meschinità e dall'avidità dei suoi abitanti. Gli abitanti di Abalone sono dapprima felici di vedersi rappresentati nella visione, ma poi si sentono castigati quando questa procede verso la fine della mitica civiltà tra esplosioni e oscurità.
I cittadini si ritrovano di nuovo nella biblioteca per l'assemblea cittadina. La proposta di Stark viene messa ai voti e, con grande sorpresa di Cunningham, Benedict e Stark, viene respinta all'unanimità. Stark racconta a tutti dell'imminente ferrovia, mentre Angela confessa il suo amore a Cunningham.
Gli scagnozzi di Stark sono confusi dal suo apparente cambiamento di carattere, e pensando di avere inteso male mettono a soqquadro il circo di Lao in una baraonda di ubriachi, durante la quale rompono anche la boccia del pesce del dottor Lao. Però il pesce che si trovava al suo interno si rivela essere il Mostro di Loch Ness, che quando viene esposto all'aria aperta raggiunge dimensioni enormi. Dopo aver scacciato i due teppisti, il dottor Lao evoca la pioggia per bagnare il mostro e ridurlo alle sue dimensioni originali.
Arriva il mattino e il circo non c'è più, resta solo un cerchio rosso sul pavimento del deserto dove c'era il tendone. In un primo momento i resoconti di Mike sulla notte precedente non vengono creduti, ma Stark trova il cappello di uno degli scagnozzi. Mike nel frattempo insegue un pennacchio di polvere che gli sembra essere lo spirito del dottor Lao, ma trova solo tre palline di legno, che fa giocolare mentre evoca lo spirito di Lao per osservarlo.
Il dottor Lao si allontana mentre si ripete il suo consiglio di due sere prima, ricordando a Mike che il circo del dottor Lao è la vita stessa e che ogni cosa al suo interno è una sorpresa.

## Produzione
Il romanzo originale fu pubblicato nel 1935. Molto tempo dopo, i diritti cinematografici furono acquistati da George Pal, il quale nell'aprile 1961 disse che Charles Beaumont stava scrivendo una sceneggiatura. Pal affermò in seguito: "Ha una mente stravagante come la mia".
Nel settembre 1961, Pal disse che il protagonista sarebbe stato Laurence Harvey. Nel dicembre 1961, anche Terry-Thomas fu collegato al progetto. Nel giugno 1962, la Metro-Goldwyn-Mayer annunciò invece che il protagonista del film sarebbe stato Rod Taylor.
Secondo le note del CD della colonna sonora di Leigh Harline pubblicato da Film Score Monthly, la prima scelta di Pal per il ruolo del Dr. Lao era Peter Sellers, che era molto interessato al ruolo. Tuttavia, la MGM aveva sotto contratto Tony Randall e voleva utilizzarlo nel film, poiché costava 50.000 dollari in meno. Nel giugno 1963, venne finalmente annunciato che Randall avrebbe interpretato il protagonista. Le riprese iniziarono il 15 luglio 1963.
Lo "spettacolo di Woldercan" che il Dr. Lao presenta come gran finale del suo circo contiene molte riprese di una precedente produzione di George Pal, Atlantide, il continente perduto (1961), oltre ad alcune riprese di lava fluente tratte da L'uomo che visse nel futuro (The Time Machine, 1960) e a filmati di distruzione tratti dal repertorio della produzione MGM di Quo Vadis (1951). Nel film possono essere notati la sfera di cristallo e la grande clessidra usate dalla malvagia Strega dell'Ovest ne Il mago di Oz (1939). Nella scena in cui Mike fa visita a Lao di notte, si vede una tartaruga a due teste che in seguito apparirà in diversi episodi de La famiglia Addams.
Nel gennaio del 1965 la MGM annunciò che Randall sarebbe tornato a vestire i panni del Dr. Lao in un sequel, che però non si concretizzò.

## Accoglienza
Le 7 facce del Dr. Lao è stato accolto positivamente da numerosi critici cinematografici. Rotten Tomatoes, un sito di recensioni cinematografiche, riporta che 6 recensioni su 7 sono positive, con valutazione media pari a 86%. Howard Thompson del New York Times ha definito il film "pesante, denso, un fantasy in miniatura, martellato su un'incudine".
Le 7 facce del Dr. Lao in USA e Canada incassò nella normale programmazione 1,25 milioni di dollari (Si noti che questa cifra si riferisce ai noleggi dei distributori e non all'incasso totale), eppure, nel 1974, Pal dichiarò che esso era stato l'unico dei suoi film a perdere soldi al botteghino, anche se nel frattempo ha recuperato i costi grazie ai diritti di trasmissione televisiva.

## Riconoscimenti
William Tuttle ricevette un Oscar onorario per il suo lavoro sul trucco (fu il primo dei due soli Oscar onorari assegnati per questa specialità; l'altro andò a John Chambers nel 1968 per Il pianeta delle scimmie). Fu candidato al premio Oscar anche Jim Danforth per l'animazione dei modelli del Mostro di Loch Ness, del Serpente Marino e dei capelli di Medusa.